# マッズ・ユンカー
マッズ・ユンカー（Mads Junker, 1981年4月21日 - ）は、デンマーク・首都地域フムレベーク出身の元同国代表サッカー選手。現役時代のポジションはフォワード。

## 来歴

### クラブ
高校在学中の2000年、デンマーク・スーペルリーガのリンビーBKからデビューした。外国のクラブからの興味を受けていたが、2001年12月にブレンビーIFと4年契約を結んだ。なお、リンビーBKは財政面に問題を抱えており、金銭が発生しない移籍が許されている。ブレンビーIFでは大きな成功を収めることなく、デンマーク・ファーストディビジョン（2部）のウルストゥックFCにレンタル移籍した。ブレンビーIFのミカエル・ラウドルップ監督は4-2-3-1フォーメーションを好んで用いたが、ユンカーはワントップに適応できず、2004年にFCノアシェランに完全移籍した。FCノアシェランではロケットスタートを切り、シーズン前半戦だけで11得点を挙げたが、後半戦はわずか2得点に終わった。移籍2シーズン目はチームメイトとのポーカーの最中にいかさまを働いて現行犯で捕まるなど、散々なスタートであった。この際にチームメイトからは合計1万から1万5000デンマーククローネを巻き上げているが、彼は勝利への強い欲望が不誠実な手段を使わせたと告白し、この出来事は信頼関係を築く上で良い教訓になったと語った。この事件以後はいっそう慎み深い性格となり、個人の能力ではなく常にチームのプレーぶりを称賛するようになった。この影響かどうかは不明だが、以前まで欠けていた安定感を身に付け、4-4-2フォーメーションを採用したチームの中でシーズン前半戦だけで15得点を挙げ、再び海外のクラブからの注目を集めた。
2006年1月の移籍期間中に、移籍金1000万デンマーククローネでエールディヴィジのSBVフィテッセ・アーネムに移籍した。1月15日のフェイエノールト戦(0-1)に先発出場してデビューしたが、腰を痛めて後半途中にトム・デ・ムルと交代した。2月11日のSCヘーレンフェーン戦(1-4)で先制点となる初得点を挙げたが、その後4失点して敗れた。2005-06シーズン後半戦だけで4得点を挙げており、チームがFCノアシェラン時代のチームメイトであるアンデルス・デュエを獲得しようとした際には助言を与えた。デュエは2006年7月に移籍金1000万デンマーククローネで加入している。2005-06シーズン序盤はアンドゥエレ・プリョールとのポジション争いに敗れ、フィテッセを離れる可能性についてメディアに語った。2006年1月にFCユトレヒトに移籍しかけたが、移籍期限最終日になってフィテッセはこの取引をキャンセルした。2006-07シーズン終了後にもFCユトレヒトは獲得に興味を示したが、フィテッセは売却を拒否した。2009-10シーズンはローダJCにレンタル移籍し、34試合21得点の好成績を残した。2010年7月、ローダJCに完全移籍した。
2013-14シーズンを以てジュピラー・プロ・リーグのKVメヘレンを退団。2014年7月、同郷のモルテン・スコウボと共にISLのデリー・ディナモスFCへ加入した。

### 代表
U-19デンマーク代表では2試合、U-20デンマーク代表では5試合、U-21デンマーク代表では6試合に出場している。
2006年8月16日、ポーランドとの親善試合の67分にニクラス・ベントナーとの交代で途中出場し、デンマーク代表デビューを果たした。

## 所属クラブ
- リンビーBK 1999-2002

→  BKフレマズ・アマー 2000-2001 (loan)
- ブレンビーIF 2002-2003
- ウルストッケFC 2003-2004
- FCノアシェラン 2004-2006
- フィテッセ 2006-2010

→  ローダJC 2009-2010 (loan)
- ローダJC 2010-2012
- KVメヘレン 2012-2014
- デリー・ディナモスFC 2014-2015

## 個人成績

### 代表

#### ゴール
| # | 開催年月日    | 開催地         | 対戦国 | スコア | 結果 | 試合概要 |
| - | ------------- | -------------- | ------ | ------ | ---- | -------- |
| 1 | 2010年8月11日 | コペンハーゲン | ドイツ | 2-2    | 2-2  | 親善試合 |